# 12-Stunden-Rennen von Sebring 1961

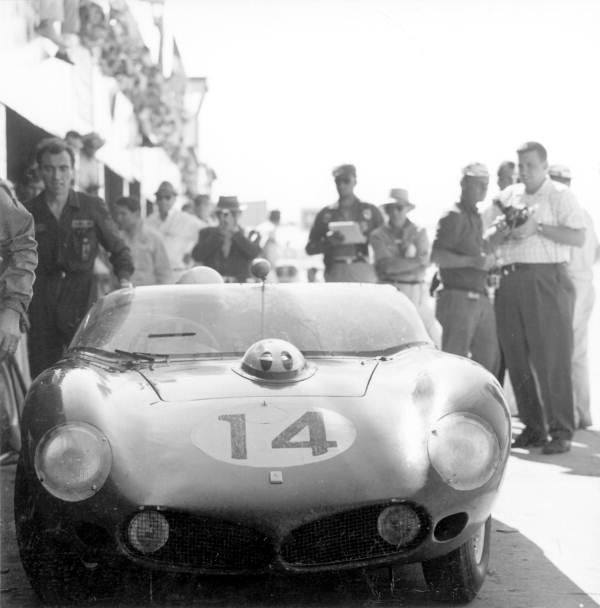
Ferrari 250TRI, Siegerwagen von Phil Hill und Olivier Gendebien beim Boxenstopp

Das zehnte  12-Stunden-Rennen von Sebring, auch Sebring 12-Hour Florida International Grand Prix of Endurance for the Alitalia Cup, Sebring, fand am 25. März 1961 auf dem Sebring International Raceway statt und war der erste Wertungslauf der Sportwagen-Weltmeisterschaft dieses Jahres.

## Das Rennen
Nach dem Sieg von Porsche beim 12-Stunden-Rennen 1960 trug sich 1961 wieder Ferrari in die Siegerliste ein. Die Scuderia feierte einen Doppelsieg. Phil Hill und Olivier Gendebien blieben auf einem Ferrari 250TRI siegreich.

## Ergebnisse

### Schlussklassement
| 1               | S 3.0    | 14 | Sefac Automobile Ferrari            | Phil Hill Olivier Gendebien                                         | Ferrari 250TRI                       | 210 |
| 2               | S 3.0    | 15 | Sefac Automobile Ferrari            | Giancarlo Baghetti Willy Mairesse Richie Ginther Wolfgang von Trips | Ferrari 250TRI                       | 208 |
| 3               | S 3.0    | 17 | NART                                | Pedro Rodríguez Ricardo Rodríguez                                   | Ferrari 250TR60                      | 207 |
| 4               | S 3.0    | 10 | Hap Sharp                           | Hap Sharp Ronnie Hissom                                             | Ferrari 250TR59 Fantuzzi Spyder      | 203 |
| 5               | S 1.6    | 51 | Brumos Porsche Company              | Bob Holbert Roger Penske                                            | Porsche 718 RS/61                    | 199 |
| 6               | S 2.5    | 22 | NART                                | Jim Hall George Constantine                                         | Ferrari Dino 246S                    | 199 |
| 7               | S 1.6    | 47 | Bob Donner                          | Don Sesslar Bob Donner Ernie Erickson                               | Porsche 718 RS/61                    | 199 |
| 8               | S 3.0    | 16 | McCook Window Company               | George Reed Bill Sturgis                                            | Ferrari 250TR59/60                   | 196 |
| 9               | S 1.6    | 39 | Eglinton Caledonia Motors           | Peter Ryan Francis Bardley Ludwig Heimrath senior                   | Porsche 718 RS/61                    | 189 |
| 10              | GT 3.0   | 12 | Denise McCluggage                   | Denise McCluggage Allen Eager                                       | Ferrari 250 GT SWB                   | 183 |
| 11              | GT + 3.0 | 4  | Johnson Chevrolet                   | Delmo Johnson Dave Morgan                                           | Chevrolet Corvette                   | 181 |
| 12              | GT 3.0   | 18 | Scuderia Serenissima                | Gaston Andrey Allen Newman Robert Publicker                         | Ferrari 250 GT California            | 180 |
| 13              | S 1.15   | 64 | Lola America                        | Charles Kurtz Millard Ripley                                        | Lola MK1                             | 179 |
| 14              | GT 1.6   | 44 | British Motors Corp. USA            | Jack Flaherty Jim Parkinson                                         | MGA                                  | 175 |
| 15              | S 1.15   | 66 | Donald Healey                       | Joe Buzzetta Glenn Carlson                                          | Austin-Healey Sebring Sprite         | 174 |
| 16              | GT 1.6   | 43 | British Motors Corp. USA            | Peter Riley John Whitmore                                           | MGA                                  | 173 |
| 17              | GT 1.6   | 42 | Jack Brabhams Motors                | Peter Procter Peter Harper Bob Olthoff                              | Sunbeam Alpine                       | 173 |
| 18              | S 2.0    | 37 | NART                                | William Helburn Skip Hudson John Fulp                               | Ferrari Dino 246S                    | 173 |
| 19              | S 2.0    | 31 | Momo Corporation                    | Briggs Cunningham William Kimberly                                  | Maserati Tipo 60                     | 171 |
| 20              | S 850    | 71 | Clearwater Motors                   | George Peck John Hoffman Bob Richardson                             | Osca S750                            | 171 |
| 21              | GT 2.0   | 32 | S. H. Arnolt                        | Max Goldman Ralph Durbin                                            | Arnolt Deluxe                        | 166 |
| 22              | GT + 3.0 | 82 | Bud Gates Inc.                      | Bud Gates Harry Heuer                                               | Chevrolet Corvette                   | 166 |
| 23              | GT 2.0   | 87 | S. H. Arnolt                        | Bud Seaverns Robert Gary                                            | Arnolt Deluxe                        | 164 |
| 24              | GT 2.0   | 33 | S. H. Arnolt                        | Tom Payne Ray Cuomo                                                 | Arnolt Deluxe                        | 163 |
| 25              | S 1.15   | 65 | Donald Healey                       | Ed Leavens John Colgate                                             | Austin-Healey Sebring Sprite         | 161 |
| 26              | GT 2.0   | 30 | Salter Auto Imports                 | Al Rogers James Bailey                                              | Morgan 4/4                           | 156 |
| 27              | GT 1.3   | 58 | Arthur Swanson                      | Ross Durant Art Swanson                                             | Alfa Romeo Giulietta Spider Veloce   | 155 |
| 28              | GT 1.3   | 60 | Autosport S. A.                     | Fred Van Beuren Carlos Sales                                        | Alfa Romeo Giulietta Sprint Speciale | 155 |
| 29              | GT 2.0   | 28 | George Waltman                      | Ike Williamson George Waltman                                       | Triumph TR3                          | 154 |
| 30              | GT 2.0   | 29 | Suburban Foreign Cars               | James Rushin Don Parsons                                            | Triumph TR3                          | 153 |
| 31              | GT 1.6   | 55 | Filippo Theodoli                    | Filippo Theodoli Freddie Barrette                                   | Sunbeam Alpine                       | 153 |
| 32              | GT + 3.0 | 1  | Yenko Chevrolet                     | Don Yenko Ben Moore                                                 | Chevrolet Corvette                   | 151 |
| 33              | GT 1.3   | 59 | Tom O’Brien                         | Allan Jacobson Tom O’Brien Jim O’Brien                              | Alfa Romeo Giulietta Sprint Speciale | 151 |
| 34              | GT 1.6   | 40 | Rootes Motors Inc.                  | Paddy Hopkirk Peter Jopp                                            | Sunbeam Alpine                       | 149 |
| 35              | GT 1.6   | 46 | Carl Haas Automotive                | Ed Gelder Peggy Gelder Bill Fuller                                  | Elva Courier                         | 149 |
| 36              | GT 1.6   | 45 | Carl Haas Automotive                | Don Horn Ed Tucker                                                  | Elva Courier                         | 144 |
| 37              | S 1.15   | 67 | John Sprinzel                       | Cyril Simson Paul Hawkins                                           | Austin-Healey Sebring Sprite         | 144 |
| Nicht klassiert |          |    |                                     |                                                                     |                                      |     |
| 38              | GT + 3.0 | 3  | Red Vogt                            | George Robertson Ben Burroughs Bill Warren                          | Chevrolet Corvette                   | 133 |
| 39              | GT 1.3   | 57 | Lou Comito                          | Ralph Troiano Harry Theodoracopulos                                 | Alfa Romeo Giulietta Sprint Zagato   | 103 |
| 40              | S 1.15   | 80 | Abarth DFL Co.                      | Lars Giertz Bob Liess                                               | Fiat-Abarth Monza                    | 101 |
| Disqualifiziert |          |    |                                     |                                                                     |                                      |     |
| 41              | GT 1.3   | 56 | Jake Kaplan                         | Charlie Rainville Jake Kaplan                                       | Alfa Romeo Giulietta Sprint Speciale |     |
| Ausgefallen     |          |    |                                     |                                                                     |                                      |     |
| 42              | S 2.0    | 50 | Porsche Auto                        | Hans Herrmann Edgar Barth                                           | Porsche 718 RS 61                    |     |
| 43              | S 2.0    | 49 | Porsche Auto                        | Joakim Bonnier Dan Gurney                                           | Porsche 718 RS 61                    |     |
| 44              | S 3.0    | 25 | Rallye Motors                       | Dave Causey Luke Stear                                              | Maserati Tipo 61                     |     |
| 45              | S 1.15   | 68 | Abarth DFL Co.                      | Fritz Taylor James Calhoun                                          | Fiat-Abarth 1000S                    |     |
| 46              | S 1.15   | 63 | Lola America                        | Chuck Hall Alan Ross                                                | Lola MK1                             |     |
| 47              | S 2.5    | 26 | NART                                | Ed Hugus Alan Connell                                               | Ferrari Dino 246S                    |     |
| 48              | S 850    | 69 | NART                                | David Cunningham Den Price Tom Fleming                              | Osca S1000                           |     |
| 49              | S 3.0    | 20 | Momo Corporation                    | Walt Hansgen Bruce McLaren                                          | Maserati Tipo 63                     |     |
| 50              | GT + 3.0 | 8  | David Ash                           | Sherman Decker Bob Bucher                                           | Aston Martin DB4 GT                  |     |
| 51              | S 1.6    | 48 | Association Automovilisti Santaneca | Chuck Cassel David Lane                                             | Porsche 718 RS 61                    |     |
| 52              | GT 2.0   | 36 | A.C. Cars Ltd.                      | Frank Laughton Robert Bowers                                        | AC Ace                               |     |
| 53              | S 850    | 70 | Begra Cars                          | Gene Beach Henry Grady John Bentley                                 | Begra Mk.II                          |     |
| 54              | GT 3.0   | 11 | Scuderia Serenissima                | Fernand Tavano George Arents                                        | Ferrari 250 GT SWB                   |     |
| 55              | GT + 3.0 | 7  | David Ash                           | Bob Grossman Duncan Black                                           | Aston Martin DB4 GT                  |     |
| 56              | GT + 3.0 | 2  | Yenko Chevrolet                     | Ray Reardon John Kilborn                                            | Chevrolet Corvette                   |     |
| 57              | S 3.0    | 24 | Camoradi International              | Masten Gregory Lloyd Casner                                         | Maserati Tipo 63                     |     |
| 58              | S 2.5    | 27 | Scuderia Ferrari                    | Richie Ginther Wolfgang von Trips                                   | Ferrari Dino 246SP                   |     |
| 59              | GT 1.6   | 41 | Rootes Motors Inc.                  | Ed Wilson Vince Tamburco                                            | Sunbeam Alpine                       |     |
| 60              | S 3.0    | 21 | Momo Corporation                    | John Fitch Dick Thompson                                            | Maserati Tipo 61                     |     |
| 61              | S 3.0    | 23 | Camoradi International              | Stirling Moss Graham Hill                                           | Maserati Tipo 61                     |     |
| 62              | S 1.6    | 38 | Porsche Car Import                  | Bill Wuesthoff Augie Pabst                                          | Porsche 718 RS 60                    |     |
| 63              | GT 2.0   | 35 | A.C. Cars Ltd.                      | Leo May James Johnston                                              | AC Ace                               |     |
| 64              | S 850    | 72 | YBH Sales                           | Howard Hanna Frank Manley                                           | DB LM                                |     |
| 65              | S 3.0    | 9  | Jack Nethercutt                     | Pete Lovely Jack Nethercutt                                         | Ferrari 250TR/59                     |     |
| Nicht gestartet |          |    |                                     |                                                                     |                                      |     |
| 66              | GT + 3.0 | 5  | Glenn Campbell Chevrolet            | Jack Moore Bob Johnson                                              | Chevrolet Corvette                   | 1   |
| 67              | S 2.5    | 53 | Robert Publicker                    | Robert Publicker Charlie Kolb                                       | Lotus 19                             | 2   |
| 68              | S 1.6    | 86 | Lester Castings                     | Herb Swan Ed Johnson                                                | Porsche 718 RSK                      | 3   |
| 69              | GT + 3.0 | 1P | Yenko Chevrolet                     |                                                                     | Chevrolet Corvette                   | 4   |

1 Reserve
2 nicht gestartet
3 Reserve
4 Trainingswagen

### Nur in der Meldeliste
Hier finden sich Teams, Fahrer und Fahrzeuge, die ursprünglich für das Rennen gemeldet waren, aber aus den unterschiedlichsten Gründen daran nicht teilnahmen.
| Pos. | Klasse | Nr. | Team                 | Fahrer                       | Chassis        |
| ---- | ------ | --- | -------------------- | ---------------------------- | -------------- |
| 70   |        |     | Camoradi             | Joe Shepard Leon Lilly       | Lotus Elite    |
| 71   |        |     | Scuderia Serenissima | Maurice Trintignant          | Maserati       |
| 72   | S 3.0  | 19  | Asardo Company       | Charlie Kolb Jim Rathmann    | Asardo Spezial |
| 73   | S 1.15 | 62  | Charles Vögele       | Charles Vögele Peter Ashdown | Lola MK1       |
| 74   | GT 2.0 | 84  | A.C. Cars Ltd.       | Bob Hathaway Fred Spross     | AC Ace         |
| 75   | S 2.0  | 85  | Tom Fleming          | Ray Heppenstall Tom Fleming  | Osca 2000S     |

### Klassensieger
| Klasse   | Fahrer            | Fahrer             | Fahrer         | Fahrzeug                           | Platzierung im Gesamtklassement |
| -------- | ----------------- | ------------------ | -------------- | ---------------------------------- | ------------------------------- |
| S 3.0    | Phil Hill         | Olivier Gendebien  |                | Ferrari 250TRI                     | Gesamtsieg                      |
| S 2.5    | Jim Hall          | George Constantine |                | Ferrari Dino 246S                  | Rang 6                          |
| S 2.0    | William Helburn   | Skip Hudson        | John Fulp      | Ferrari Dino 246S                  | Rang 18                         |
| S 1.6    | Bob Holbert       | Roger Penske       |                | Porsche 718 RS 61                  | Rang 5                          |
| S 1.15   | Charles Kurtz     | Millard Ripley     |                | Lola MK1                           | Rang 13                         |
| S 850    | George Peck       | John Hoffman       | Bob Richardson | Osca S750                          | Rang 20                         |
| GT + 3.0 | Delmo Johnson     | Dave Morgan        |                | Chevrolet Corvette                 | Rang 11                         |
| GT 3.0   | Denise McCluggage | Allen Eager        |                | Ferrari 250 GT SWB                 | Rang 10                         |
| GT 2.0   | Max Goldman       | Ralph Durbin       |                | Arnolt Deluxe                      | Rang 21                         |
| GT 1.6   | Jack Flaherty     | Jim Parkinson      |                | MGA                                | Rang 14                         |
| GT 1.3   | Ross Durant       | Art Swanson        |                | Alfa Romeo Giulietta Spider Veloce | Rang 27                         |

### Renndaten
- Gemeldet: 75
- Gestartet: 65
- Gewertet: 37
- Rennklassen: 11
- Zuschauer: 40000
- Wetter am Renntag: heiß und trocken
- Streckenlänge: 8,360 km
- Fahrzeit des Siegerteams: 12:02:11,000 Stunden
- Gesamtrunden des Siegerteams: 210
- Gesamtdistanz des Siegerteams: 1740,666 km
- Siegerschnitt: 144,617 km/h
- Pole Position: unbekannt
- Schnellste Rennrunde: Stirling Moss – Maserati Tipo 61 (#23) – 3:13,200 = 155,936 km/h
- Rennserie: 1. Lauf zur Sportwagen-Weltmeisterschaft 1961
- Rennserie: 2. Lauf des FIA-GT-Cup 1961